# 27084 Heidilarson
27084 Heidilarson è un asteroide della fascia principale. Scoperto nel 1998, presenta un'orbita caratterizzata da un semiasse maggiore pari a 2,1636563 au e da un'eccentricità di 0,1950122, inclinata di 2,67277° rispetto all'eclittica.